# 中日本貨車租賃股份
中日本貨車租賃股份有限公司（日語：中日本バンリース株式会社），於1966年成立，以「NAKAVAN BOX」品牌作起點，總部位於静岡縣静岡市清水区入船町11番1号鈴与本社ビル2階。
主要經營所有租貸、出租收納，以及物流機器銷售產品，主要股東為鈴與控股股份有限公司，現時董事長及總裁為鈴木壽美子。

## 外部連結
- 中日本貨車租賃股份有限公司（页面存档备份，存于）
- ＮＡＫＡＶＡＮ　ＢＯＸ（页面存档备份，存于）